# Lista przewodniczących Rady Stanu (Luksemburg)
Poniższa lista przedstawia przewodniczących Rady Stanu Luksemburga (fr. Président du Conseil d’État) chronologicznie.  

## Chronologiczna lista przewodniczących
| #   | Imię i Nazwisko                        | Portret | Kadencja            | Kadencja             |
| #   | Imię i Nazwisko                        | Portret | Od                  | Do                   |
| --- | -------------------------------------- | ------- | ------------------- | -------------------- |
| 1   | Gaspard-Théodore-Ignace de la Fontaine |         | 28 listopada 1857   | 10 kwietnia 1868     |
| 2   | Charles-Mathias Simons                 |         | 5 stycznia 1869     | 5 stycznia 1870      |
| 3   | François-Xavier Wurth-Paquet           |         | 16 lutego 1870      | 16 lutego 1871       |
| 4   | Vendelin Jurion                        |         | 15 marca 1871       | 15 marca 1872        |
| 5   | Édouard Thilges                        |         | 25 lipca 1872       | 29 lipca 1874        |
| 6   | Emmanuel Servais                       |         | 27 grudnia 1874     | 8 listopada 1887     |
| 7   | Henri Vannérus                         |         | 15 lutego 1888      | 15 lutego 1889       |
| (5) | Édouard Thilges                        |         | 15 lutego 1889      | 23 maja 1895         |
| (7) | Henri Vannérus                         |         | 23 maja 1895        | 28 grudnia 1914      |
| 8   | Victor Thorn                           |         | 28 grudnia 1914     | 3 marca 1915         |
| (8) | Victor Thorn                           |         | 6 listopada 1915    | 24 lutego 1916       |
| 9   | Mathias Mongenast                      |         | 1 kwietnia 1916     | 19 czerwca 1917      |
| (8) | Victor Thorn                           |         | 19 czerwca 1917     | 15 września 1930     |
| 10  | Joseph Steichen                        |         | 27 lutego 1931      | 20 lutego 1932       |
| 11  | Ernest Hamélius                        |         | 10 czerwca 1932     | 16 listopada 1945    |
| 12  | Léon Kauffman                          |         | 14 grudnia 1945     | 14 lutego 1952       |
| 13  | Félix Welter                           |         | 14 lutego 1952      | 30 czerwca 1969      |
| 14  | Maurice Sevenig                        |         | 1 lipca 1969        | 26 czerwca 1975      |
| 15  | Émile Raus                             |         | 26 czerwca 1975     | 25 czerwca 1976      |
| 16  | Albert Goldmann                        |         | 26 czerwca 1976     | 4 grudnia 1976       |
| 17  | Ferdinand Wirtgen                      |         | 20 grudnia 1976     | 30 września 1978     |
| 18  | Roger Maul                             |         | 1 października 1978 | 16 września 1979     |
| 19  | Alex Bonn                              |         | 21 września 1979    | 18 czerwca 1980      |
| 20  | François Goerens                       |         | 20 czerwca 1980     | 2 sierpnia 1987      |
| 21  | Ernest Arendt                          |         | 6 sierpnia 1987     | 6 sierpnia 1988      |
| 22  | Georges Thorn                          |         | 6 sierpnia 1988     | 30 października 1991 |
| 23  | Jean Dupong                            |         | 1 listopada 1991    | 18 maja 1994         |
| 24  | Paul Beghin                            |         | 19 maja 1994        | 31 grudnia 1999      |
| 25  | Raymond Kirsch                         |         | 14 stycznia 2000    | 13 stycznia 2001     |
| 26  | Marcel Sauber                          |         | 15 stycznia 2001    | 11 marca 2003        |
| 27  | Pierre Mores                           |         | 29 kwietnia 2003    | 30 września 2007     |
| 28  | Alain Meyer                            |         | 1 października 2007 | 14 listopada 2009    |
| 29  | Georges Schroeder                      |         | 17 listopada 2009   | 7 czerwca 2012       |
| 30  | Victor Gillen                          |         | 7 sierpnia 2012     | 20 grudnia 2014      |
| 31  | Viviane Ecker                          |         | 23 grudnia 2014     | 28 marca 2016        |
| 32  | Georges Wivenes                        |         | 30 marca 2016       | 31 marca 2019        |
| 33  | Agnès Durdu                            |         | 1 kwietnia 2019     | 6 kwietnia 2021      |
| 34  | Christophe Schiltz                     |         | 7 kwietnia 2021     | nadal                |